# 費米·奧盧喬比
奧盧費米·安東尼·奧盧喬比（1996年3月5日—）為美國男子籃球運動員，場上位置為大前锋，現效力於B1聯賽名古屋戰鷹。
奧盧喬比出生於美國紐約，外曾祖母為移民至牙買加的華人，父系擁有奈及利亞血統。許多大學對就讀布倫塢高中三年級時的奧盧喬比感興趣，但奧盧喬比在一次灌籃中遭遇胫骨骨折，頓時奧盧喬比失去許多大學邀約，奧盧喬比在進行手術時接受了奧克蘭大學提供的獎學金，升上大三轉學至北卡罗来纳州立农业技术大学，也因為NCAA轉會規定缺席一個賽季，大學畢業前奧盧喬比獲准畢業後轉學不用坐一年的球監，奧盧喬比選擇進入帝博大學。
2019年7月，奧盧喬比與利特卡貝利斯簽下一份為期一年的合約。2020年1月，經雙方同意，利特卡貝利斯與奧盧喬比終止合約關係。2020年2月，MZT斯科普里簽下奧盧喬比，奧盧喬比會效力至賽季結束。2020年7月，奧盧喬比與MZT斯科普里簽下一份為期一年的新合約。2021年8月，ESSM勒波泰勒簽下奧盧喬比。2022年8月，奧盧喬比加盟P. LEAGUE+高雄鋼鐵人，球隊取中文名為「鐵米」。2023年6月，奧盧喬比加盟梅亞圭茲印第安人，頂替傑瑞米·泰勒。2023年9月，鋼鐵人宣布與奧盧喬比完成續約。2024年11月，B1聯賽名古屋戰鷹與奧盧喬比簽下2024-25賽季合約。

## 外部連結
- 費米·奧盧喬比在fiba.basketball（英语）
- 費米·奧盧喬比在亞得里亞海聯賽（英语）
- 費米·奧盧喬比在B聯賽（日语）
- 費米·奧盧喬比在P. LEAGUE+
- 費米·奧盧喬比在Sports-Reference.com（NCAA）（英语）
- 費米·奧盧喬比在Eurobasket.com（球員）（英语）
- 費米·奧盧喬比在RealGM（英语）
- 費米·奧盧喬比在Proballers（英语）